# Flachkopfgeschoss

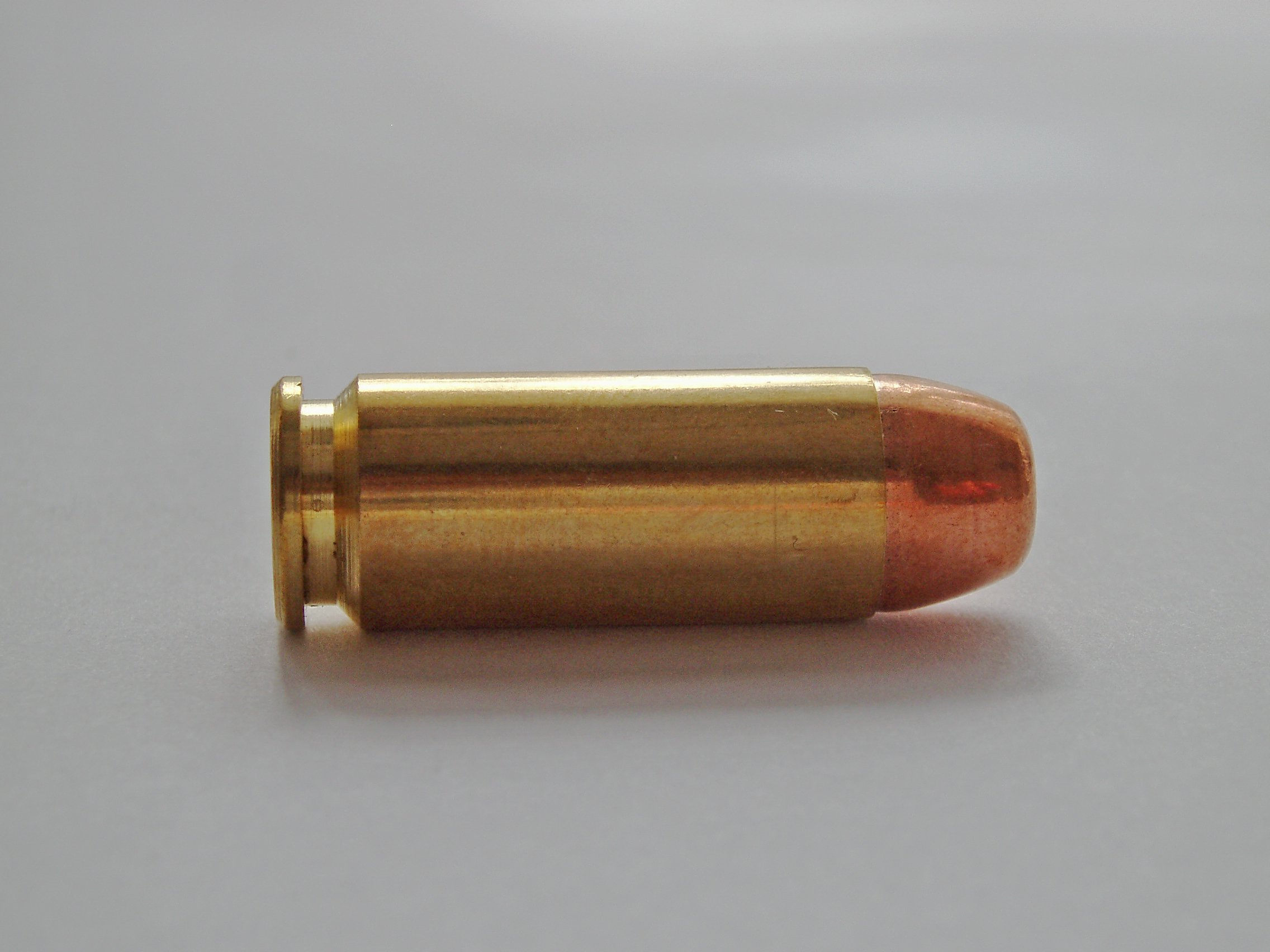
Flachkopfgeschoss mit Vollmantel; Patrone: 10 mm Auto

Flachkopfgeschosse sind Geschosse mit einer abgeflachten Geschosskopfform. Sie werden zu unterschiedlichsten Zwecken gefertigt.
Es gibt sie als:
- Bleigeschosse ohne Ummantelung,
- als Teilmantelgeschoss (freie Geschossspitze),
- als Vollmantelgeschoss,
- entweder als Massivgeschoss oder als Geschoss, das aus Metallspänen gepresst ist.

Ihr Anwendungsbereich erstreckt sich über die Jagd, die Selbstverteidigung bis zum Sportschießen.

Der Begriff Flachkopfgeschoss ist selbst nur ein grober Oberbegriff für die verschiedensten Geschossformen, die alle die obigen Merkmale aufweisen können.

Flachkopfgeschosse mit verschiedenen Mantelformen